# Insettoide

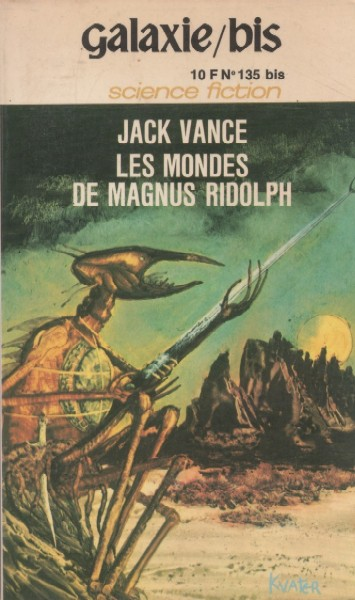
Un immaginario insettoide alieno, da un'edizione francese della rivista Galaxy del 1975 con il romanzo Le avventure di Magnus Ridolph di Jack Vance. Illustrazione di Philippe Legendre-Kvater.

Un Insettoide è una creatura immaginaria con sembianze simili a quelle degli insetti o degli aracnidi. Spesso rappresentate come extraterrestri, sono utilizzate nella fantascienza e sono citate in circostanze riguardanti l'ufologia. Il termine è usato anche in robotica per indicare alcune tipologie di robot progettati per scopi scientifici o militari.

## Robotica

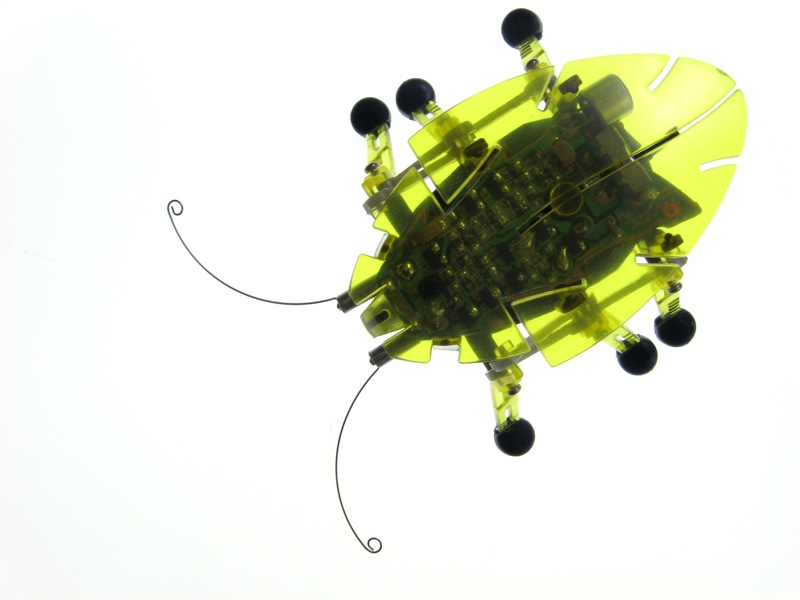
Un piccolo robot progettato per replicare la funzionalità degli insetti

Nella tecnologia robotica, gli insettoidi sono robot esapodi usati per scopi scientifici o militari. La ricerca continua a miniaturizzare questi robot per usarli come spie o esploratori volanti. Le caratteristiche insettoidi possono anche aumentare l'efficacia dei robot nel percorrere diversi terreni.

## Insettoidi nella fantascienza
Gli alieni insettoidi sono comuni nella fantascienza. Essi appaiono in romanzi classici di fantascienza come Fanteria dello spazio, in film come Men in Black, in popolari serie televisive come Star Trek e Doctor Who, nell'universo di Guerre stellari, in videogiochi come StarCraft, in film di animazione come Ben 10 e nei fumetti della Marvel Comics e della DC Comics.
Nella fantascienza i precursori dei moderni alieni insettoidi sono stati i mostri dagli occhi da insetto delle riviste pulp.
Nelle rappresentazioni fantastiche, di solito gli alieni insettoidi assumono connotazioni negative, ma non mancano i casi contrari, come il romanzo di fantascienza L'equazione di Dio (Calculating God, 2000) di Robert J. Sawyer, in cui una razza di alieni aracnoidi si allea con i terrestri per sventare un pericolo cosmico.

### Elenco di insettoidi
Tra i più noti insettoidi nella fantascienza si possono ricordare:
- Aracnidi, nel romanzo Fanteria dello spazio di Robert Heinlein
- Thranx, nel ciclo di romanzi Humanx Commonwealth di Alan Dean Foster
- Aracnoidi, nel film Starship Troopers - Fanteria dello spazio tratto dal romanzo di Heinlein
- Marziani, nel film L'astronave degli esseri perduti
- Asutra, nel libro Asutra terzo capitolo del ciclo di Durdane di Jack Vance
- Edgar, scarafaggio gigante nel film Men in Black
- Insettoidi Xindi, nella serie televisiva Star Trek
- Than, nella serie televisiva Andromeda
- Gaim, nella serie televisiva Babylon 5
- Alieni della Nebulosa M, in Godzilla contro i giganti.
- Malmoox, nella serie televisiva Doctor Who
- Vespiformi, nella serie televisiva Doctor Who
- Viperox, nella serie televisiva Doctor Who
- Wirrn, nella serie televisiva Doctor Who
- Zarbi, nella serie televisiva Doctor Who
- Colicoidi, nell'universo di Guerre stellari
- Gand, nell'universo di Guerre stellari
- Geonosiani, nell'universo di Guerre stellari
- Killik, nell'universo di Guerre stellari
- Kobok, nell'universo di Guerre stellari
- Verpine, nell'universo di Guerre stellari
- Vratix, nell'universo di Guerre stellari
- X'ting, nell'universo di Guerre stellari
- Yam'rii, nell'universo di Guerre stellari
- Stinkfly, nel film di animazione Ben 10
- Brood, nei fumetti Marvel Comics
- Kwai, nei fumetti DC Comics
- Zerg, nel videogioco StarCraft
- Vespid, alleati dei Tau nell'universo di Warhammer 40000
- Tiranidi, nell'universo di Warhammer 40000
- Crisalidi, alieni dalla indole aggressiva della serie X-COM
- Una delle fazioni dei Rulons in Dino Riders
- Il popolo di Buzz-Off in varie serie di He-Man
- Gli Otsorok nel cartone Stargate Infinity
- I Wraith in Stargate Atlantis

## Insettoidi nell'ufologia e nelle teorie del complotto
Nell'ambito dei racconti di avvistamenti di UFO, incontri ravvicinati e rapimenti alieni, si sostiene che in alcuni casi gli extraterrestri avrebbero un aspetto simile a quello di insetti terrestri. Nella classificazione delle razze aliene elaborata dall'ufologo Brad Steiger, gli insettoidi apparterrebbero al cosiddetto tipo Delta. Secondo alcuni ufologi, questo tipo di alieni ricorre nei presunti avvistamenti con minore frequenza rispetto ai grigi e ai nordici.
Prima degli anni novanta, l'unico insettoide alieno generalmente citato dagli ufologi era l'uomo falena; a partire da tale decennio, entrano nella letteratura ufologica anche altri tipi di insettoidi.
Nel 1992 durante una conferenza sui presunti rapimenti alieni svoltasi al MIT, lo psicologo Brian Thompson, ricercatore sul fenomeno dei rapimenti alieni, comunicò che una bambinaia da lui conosciuta affermò di avere visto nel 1957 a Cincinnati, dopo l'avvistamento di un UFO, un alieno alto circa 90 cm dall'aspetto simile ad una mantide. Thompson disse di avere riferito questa circostanza ad un suo compagno di investigazioni, Leonard Stringfield, che gli rispose che altri due diversi testimoni avevano fatto la stessa affermazione riguardo allo stesso anno e luogo.
La psichiatra Karla Turner, anch'essa ricercatrice sul fenomeno dei rapimenti alieni, nel libro Into the fringe ha riportato il caso di un uomo chiamato David, che durante una seduta di ipnosi ricordò di essere stato rapito da alieni simili a mantidi.
Linda Moulton Howe, giornalista e scrittrice, nel libro Glimpses of other realities ha riportato alcuni casi di presunti incontri con alieni insettoidi simili a mantidi, tra cui quelli di una donna, Linda Porter, e di un uomo, David Huggins. Entrambi asseriscono di essere stati rapiti da insettoidi alieni quando erano bambini e di avere ricordato il rapimento solo nel 1988. Il libro della Howe riporta anche il caso di un'altra donna, Jeanne Robinson, che ha affermato di ricevere messaggi telepatici da un insettoide alieno dall'aspetto simile ad una mantide. Secondo la Robinson, tali insettoidi alieni sarebbero un ramo dei più famosi grigi.
Incontri con presunti alieni insettoidi sono stati riferiti anche al di fuori degli USA. Vicki Cameron, scrittrice di misteri, nel libro UFO experiences in Canada ha riportato il racconto di un presunto incontro con alieni insettoidi simili a cavallette che sarebbe avvenuto in Canada nel 1966 e che il protagonista avrebbe ricordato molti anni dopo. Anche l'ufologo canadese Martin Jasek ha riferito un caso del presunto rapimento di un uomo da parte di insettoidi simili a cavallette, che sarebbe avvenuto nello Yukon (Canada) nel settembre 1987.
Nell'ambito delle teorie del complotto sugli UFO si sono sviluppate varie idee e supposizioni su questo presunto tipo di alieni, che vengono spesso riferite senza fonti precise a supporto.
Come avviene per altri presunti tipi di alieni, anche gli insettoidi sono oggetto di racconti di contattisti. Riley Martin, nel libro The Coming of Tan, ha affermato che in una nave madre in orbita attorno a Saturno vi sarebbero i rappresentanti di sette razze aliene tra cui una razza di insettoidi, gli Skreed.
Secondo alcuni fautori dell'ipotesi psicosociale sugli UFO, il fenomeno degli alieni insettoidi si spiegherebbe con l'influenza di fattori culturali. Martin Kottmeyer ha fatto notare che mantidi giganti, anche se non aliene, sono state protagoniste di film come La mantide omicida (The Deadly Mantis, 1957) e Il figlio di Godzilla (怪獣島の決戦 ゴジラの息子, Kaijū-tō no Kessen: Gojira no Musuko, 1968). Una mantide aliena di nome Zorak compariva invece nello spettacolo per bambini Space Ghost, trasmesso negli USA nel 1966. Alieni a forma di cavallette sono comparsi invece nel film L'astronave degli esseri perduti (Quatermass and the Pit, 1967), tratto dall'omonima serie televisiva del 1958. Evidentemente, conclude Kottmeyer, questo tipo di insetti si presta particolarmente a divenire oggetto di impulsi di paura e orrore.